# 25680 Walterhansen
25680 Walterhansen è un asteroide della fascia principale. Scoperto nel 2000, presenta un'orbita caratterizzata da un semiasse maggiore pari a 2,4604711 UA e da un'eccentricità di 0,0657678, inclinata di 6,50872° rispetto all'eclittica.